# I. Moctezuma azték uralkodó
I. Moctezuma, más néven Motecuhzoma Ilhuicamina, Huehuemotecuhzoma, helytelenül I. Montezuma (1398 – 1469) klasszikus azték nyelven: Motēuczōma Ilhuicamīna (IPA:[moteːkʷˈsoːma ilwikaˈmiːna]),  illetve Huēhuemotēuczōma (IPA: [weːwemoteːkʷˈsoːma]) az aztékok ötödik uralkodója volt 1440-től.

## Nevének eredete
A "Moctezuma"  (IPA: [moteːkʷˈsoːma])  névnek több variánsa is létezik, mint például Montezuma, Motecuhzoma  ami azték nyelven azt jelenti, hogy  „rosszall, mint egy úr”, míg az "Ilhuicamina", (IPA:  [ilwikaˈmiːna]) név jelentése “nyilat lő az égbe”. Az azték írás nyílvesszőként, vagy diadémként ábrázolja.
A Huehemotecuhzoma név  “öreg ember Moctezuma  ”-t , vagy “Moctezuma  az öreg” jelenti, hogy megkülönböztessék II. Moctezumától.
Susan D. Gillespie (1989) szerint Moctezuma neve eredetileg Ilhuicamina volt, és kizárólag az aztékok meghódítását követően íródott krónikákban bukkan fel "Moctezuma" néven. Ezen feltételezést alátámasztják egyes írott források is, amelyekben pusztán "Ilhuicamina"-néven szerepel.

## Családja
Moctezuma a második azték uralkodó, Huitzilíhuitl és Miahuaxihuitl gyermekeként látta meg a  napvilágot. A legenda szerint, miután Miahuaxihuitl apja Tezcacohuatzin elutasította Huitzilihuitl lánykérését, Huitzilihuitl „drágakövekkel ékesített szent nyílvesszőt” lőtt be Miahuaxihuitl palotájába, aki ezt követően várandós lett Moctezumával. Valószínűleg innen származik az "Ilhuicamina" név.

## Uralkodása
1440-ben, nagybátyja, Itzcoatl halálát követően Moctezuma lett az uralkodó. Első intézkedéseként megerősítette a tlacopanokkal és a texcocokkal kötött korábbi szövetséget.
Uralkodása alatt fejeződött be a Tenocstitlant friss ivóvízzel ellátó vízhálózat.
1458-ban hadjáratot szervezett a mixték területen fekvő, Coixtlahuaca nevű városállam ellen. A mixtékeket az aztékok ősi ellenségei, a tlaxcalaák és a huexotzingok egységei is támogatták, ennek ellenére vereséget szenvedtek. A legyőzött vezetőket Moctezuma bántódás nélkül elengedte, de Atonalt, a mixték uralkodót rituálisan megfojtatta és családját rabszolgasorba taszította. Hasonló hadjáratok révén Moctezuma jelentősen kiterjesztette az azték birodalom határait, egészen a Mexikói-öbölig.

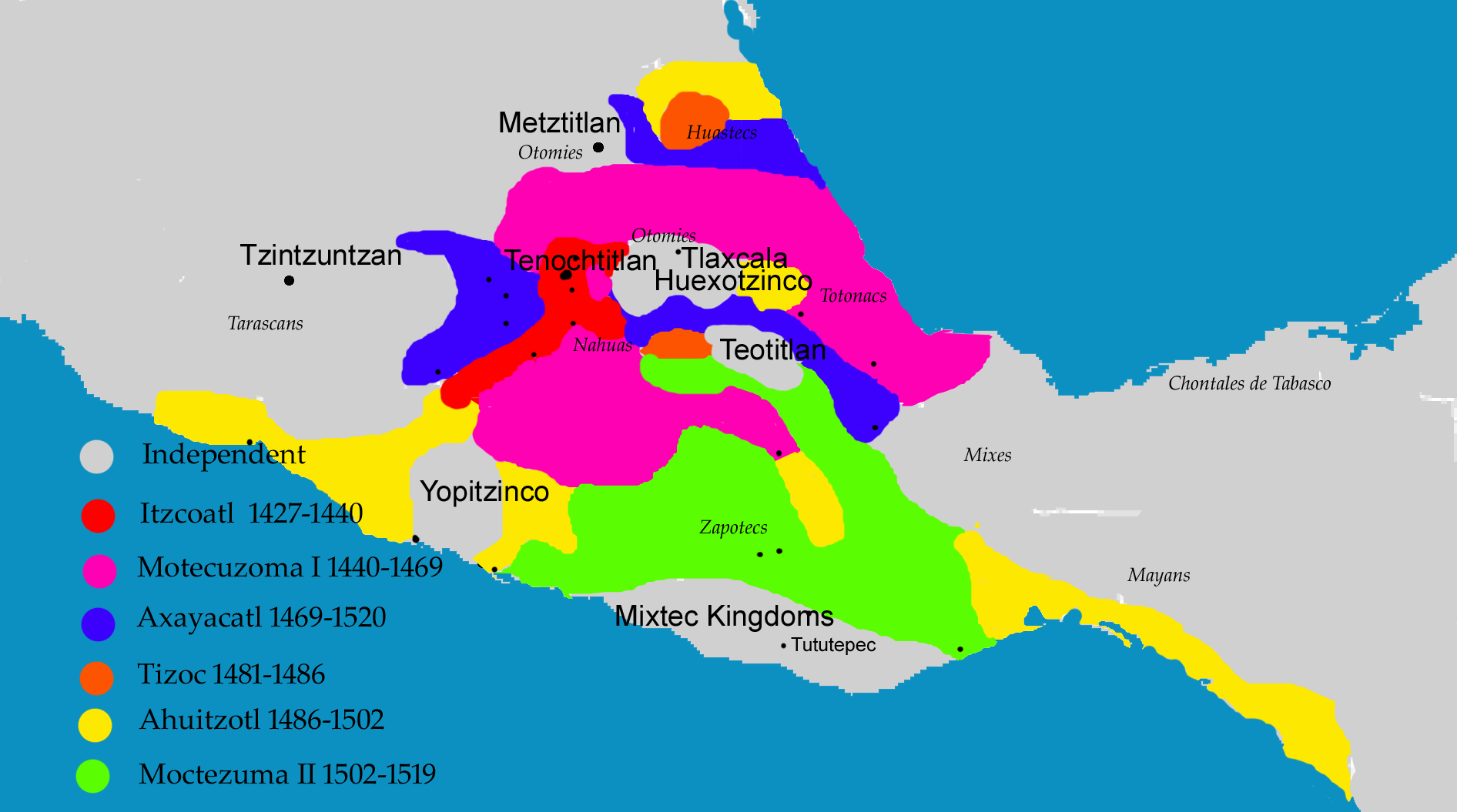
Térkép, amely az Azték Birodalom terjeszkedését mutatja. I. Moctezuma által elfoglalt területek rózsaszínnel jelölve.